# Merismatium decolorans
Merismatium decolorans är en lavart som först beskrevs av Heinrich Simon Ludwig Friedrich Felix Rehm och Johann Franz Xaver Arnold och som fick sitt nu gällande namn av Dagmar Triebel. 
Merismatium decolorans ingår i släktet Merismatium, och familjen Verrucariaceae. Arten är reproducerande i Sverige.